# 伊達橋
伊達橋（だてはし）は、福島県伊達市の阿武隈川に架かる一般国道399号の橋長288 m（メートル）のトラス橋。

## 概要
車道橋、歩道橋の2本の橋が供用されている。車道橋は当地に架けられた橋梁としては3代目に当たり、1966年（昭和41年）に架設された全長288 mのワーレントラス橋である。この橋は2022年（令和4年）に発生した福島県沖地震のため損傷し通行止めとなっており、上部工の架け替えが行われる予定である。
歩道橋部分は2代目の橋梁にあたる1921年（大正10年）に竣工した錬鉄製ワーレントラス橋であり、旧伊達橋と呼ばれている。1971年（昭和46年）まで福島交通飯坂東線の鉄道道路併用橋として供用されていたが、路線廃止に伴いトラス部分の改修とレール撤去などの改修工事が行われ歩道橋へ改築された。近代土木遺産B群に指定されている。
- 形式 - 鋼4径間連続下路ワーレントラス橋
- 橋格 - 1等橋 (TL-20)
- 橋長 - 288.000 m
  - 支間割 - ( 4×71.680 m )
- 幅員
  - 総幅員 - 7.600 m
  - 有効幅員 - 7.000 m
- 床版 - 鉄筋コンクリート
- 基礎 - ニューマチックケーソン
- 総鋼重 - 438.320 t
- 施工 - 宮地鐵工所[注釈 1]
- 架設工法 - ケーブルエレクション工法

### 歩道橋
- 形式 - 下路単純トラス橋6連および鋼単純鈑桁橋
  - 第1連 - 第3連 - 錬鉄ポニーワーレントラス（ピン結合）
  - 第4連 - 錬鉄下路ワーレントラス（ピン結合）
  - 第5連 - 鋼下路ワーレントラス（溶接）
  - 第6連 - 錬鉄ポニーワーレントラス（ピン結合）
  - 第8連 - 鋼鈑桁（溶接）
- 橋長 - 263.31 m
  - 支間割 - 3×30.18 m + 60.36 m + 60.4 m + 30.18 m + 21.81 m
- 幅員
  - 総幅員 - 2.5 m

## 沿革
阿武隈川東岸にある保原町や伏黒村箱崎の増水時の交通不便を解消するため、渡し船に変わる架橋をすべく箱崎の有力者、小野経一を中心に伊達中央橋組合が設立され、1904年（明治37年）に当地における初代橋梁、「伊達中央橋」が開通した。全長245 m、幅員3.6 mの木製橋で有料橋として運営されていた。総工費は当時の価格で6,966円であった。1908年（明治41年）には信達軌道（後の福島交通飯坂東線）が開業し、列車が橋を渡るようになった。軌道の開業により西岸の長岡村は物流のハブとして重要な拠点となり、相対的に郡役所を請願の末獲得した桑折町の拠点性は低下していく。
1913年（大正2年）、阿武隈川で大規模な増水が発生し橋梁が流出。私営の橋であったために再架橋に必要な資金が賄えず、この地は再び渡し船を利用することになったが、不便であったため即座に伊達郡議会は県知事に対し鉄製永久橋架設の意見書を提出し、必要性が県議会で認められ補助金の拠出が決定した。一方、長岡、箱崎の北に位置する桑折では新たな架橋位置を下流の桑折寄りにするよう建設費の拠出と引き換えに郡議会に根回しをしており、当地に架替をするものと思っていた長岡・箱崎側は劣勢に立たされる。郡役所の保原からの移転に関し桑折に協力したにもかかわらず掌を返される形になった長岡の人々は郡議会当日、郡役所などを10,000人以上の大群衆で取り囲み議会の妨害を図ったが警察により排除され、議会で桑折寄りの伏黒村伏黒での架橋が決定。これを知った長岡の住民は賛成した議員などの自宅へ投石や放火を行い、16名が有罪となる「伊達橋騒擾事件」が発生し全国に報道されることとなる。
議決された位置に架橋された大正橋が着工した1年後の1916年（大正5年）、なんとか県、郡、保原等の他町村や信達軌道の資金援助をうけ長岡村営の鉄道道路併用橋として2代目となる伊達橋が着工された。資金難を乗り切るため鉄道省から中古の英国製鉄道橋梁のトラス橋桁を払い下げを受け、道床を鉄板敷きから杉板敷きに変更することとなった。1920年（大正9年）7月の完成を目指していたが洪水の影響により橋桁の損壊があったため、遅れて1921年7月に竣工した。総工費は当時の価格で168,640円であった。後に信達軌道線も復旧し1926年（大正15年）、架線柱が増築され改軌電化された。竣工時は鉄道用100フィートポニートラスを使った7径間下路式トラス、2径間ガーダー橋であり、第4径間はスパンが足りなかったため100フィートトラスを2連つなぎ合わせ全長、全高ともに2倍に増やし接合したワーレントラスになっており、類例を見ない。
1962年（昭和37年）に3代目となる車道橋の建設に着手し、総工費2億6848万円を費やして1967年（昭和42年）8月に完成した。
1971年（昭和46年）に軌道線が廃止された後、第5・第6径間のポニートラス2連が老朽化のために1連のワーレントラスに架け替えられ、またガーダー橋部分の改修により現在の6径間下路式トラス・1径間ガーダー橋となり、1979年（昭和54年）に歩道橋に改修された。
1981年（昭和56年）4月30日、一般国道399号に指定。
2022年（令和4年）3月16日に発生した福島県沖地震のため、上部工が移動するなど車道橋が大きく損傷し通行止めとなった。被害が大きく応急復旧だけでも数年を要することから架け替えを含め検討するとされた。同年4月8日に国土交通省は権限代行により災害復旧を行うことを発表した。詳細調査の結果、従来確認されていたA1側上部工の移動のほかA2側上部工の移動が確認され、許容水準以上の応力が生じていることが判明した。また、P2橋脚支点上のクラックは上部工部材を貫通していることが判明し、橋脚も同規模の地震での損傷の可能性が判明した。このため同年8月5日に上部工の架け替え及び下部工の補強を行い、工事が長期化することから仮橋も設置する方針が発表された。
2023年（令和5年）10月2日に仮橋が同月29日に開通する見通しであることが公表された。仮橋は橋長301 m、幅員7.5 mであり、車道専用で、橋の一部にそれぞれ北海道開発局と関東地方整備局が所有する応急組立橋を組み込んでいる。10月25日に29日の11時に仮橋が開通すること、および新橋形式を発表した。新橋は橋長290 m、幅員8.0 mとなり路肩がそれぞれ0.5 m広がるものとなる。形式は鋼4径間連続鋼床版箱桁橋であり、既設橋脚を補強の上利用し、地震災害防止のため橋桁を軽量化し、両側橋台は改修することとした。
2025年（令和7年）2月18日、新橋の架設工事に着手した。

## 隣の橋
（上流） 月の輪大橋 - 第一阿武隈川橋梁 - 伊達橋 - 伊達大橋 - 大正橋 （下流）